# Jaroslav Válek
Jaroslav Válek (17. září 1932, Kroměříž – 3. května 1982) byl český redaktor, herec, humorista a komik známý jako „Smutný muž“.

## Životopis
Jaroslav Válek se narodil 17. září 1932 v Kroměříži jako druhorozený (jeho bratr Zdeněk Válek se narodil dva roky předtím). Jeho otcem byl Antonín Válek (povoláním krejčí), matkou Marie Válková. Obecnou a měšťanskou školu absolvoval v Kroměříži, ve studiu pak pokračoval na Obchodní akademii, kde svoje středoškolské studium ukončil v roce 1951 maturitou. První zaměstnání Jaroslava Válka bylo v zemědělské škole, kam nastoupil jako účetní a pokladník. Svá vysokoškolská studia absolvoval na Pedagogické fakultě Masarykovy univerzity v Brně (byl promovaným výtvarným pedagogem a měl malířské nadání, byl dobrý kreslíř – karikaturista). Během svých studií se věnoval i jazykové přípravě – uměl německy, anglicky, španělsky, rusky a částečně též francouzsky. Učitelování se Jaroslav Válek věnoval po skončení fakulty jen krátce, protože se poměrně záhy orientoval na herectví: začínal jako ochotník a pak se (shodou okolností) z něj stal estrádní komik.
Již od mládí inklinoval k legraci, měl dobrou paměť a velice snadno se učil. Přesto byl ve studiu svědomitý. Sám si vymýšlel vtipné výstupy a svými nápady přispíval i humoristovi Jiřímu Štuchalovi, který mu byl ochoten „za povídku“ zaplatit i 35 korun.
Po invazi vojsk Varšavské smlouvy do Československa v srpnu 1968 emigroval Jaroslav Válek do Švýcarska. Československo propagoval při každé vhodné příležitosti, pracoval v krajanských spolcích, pro švýcarský Sokol navrhl a zhotovil prapor k příležitosti sletu ve Vídni. V obci Therwil (v kantonu Basilej-venkov) ve Švýcarsku si koupil solidní byt. Později si pořídil patro vily na pláži u Středozemního moře ve španělském městě Peniscola (v provincii Castellón). Rád hrával pravidelně tenis. Dne 3. května 1982 po odpálení míčku na kurtu vykřikl, chytil se za srdce a zemřel s tenisovou raketou v ruce. Náhrobek na hřbitově v Therwilu, kde je místo jeho posledního odpočinku, je ozdoben stylizovanými brýlemi a buřinkou. To jsou atributy Smutného muže – postavy, kterou Jaroslav Válek během svého života stvořil a která (v rozhlase a televizi) několik let bavila posluchače a diváky.

## Zrod Smutného muže
Jednoho dne se Jaroslav Válek setkal v Brně náhodou s kamarádem ze školních let, hudebníkem (trumpetistou) Jaromírem Hniličkou, který právě pospíchal na sraz Orchestru Gustava Broma. Kapela měla právě před týdenním zájezdem do jižních Čech, ale jejich konferenciér (herec a komik Lubomír Černík) ležel tou dobou „doma v deliriu“.
A tak namísto Lubomíra Černíka jel s kapelou do jižních Čech Jaroslav Válek. Při vystoupení byl oblečen do stejných šatů, jako členové kapely. Jenže šaty byly o šest čísel větší, takže sako muselo být vzadu sepjato kolíčkem na prádlo, což konferenciéra nutilo zaujímat pozici neustále „lícem k obecenstvu“. Dlouhé nohavice jej pak nutily, aby se při odchodu z jeviště pokaždé odšoupal stranou po způsobu „siamských tanečnic“ (a tak zamezil přišlápnutí nohavic). Ačkoliv Jaromír Válek vystupoval jako normální konferenciér, sklízel u obecenstva kladný ohlas umocněný ještě nejapným chichotáním mladých hudebníků, kteří nepostrádali smysl pro humor.
V jedné ochotnické šatně nalezl hudebník Stanislav Veselý (hráč na trombón) buřinku, kterou těsně před tím, než Jaroslav Válek vstoupil na jeviště, nasadil konferenciérovi na hlavu. Staromódní pokrývku hlavy využil Válek k tomu, že začal hovořit sice stejný text jako vždycky, ale jazykem starého podivína, který se tvářil uraženě, když se někdo smál tomu, co on myslí vážně. Jeho výstup měl u publika mnohonásobně větší úspěch než tomu bylo dosud.
Jak postupovala mise kapely po divadélkách jižních Čech, podařilo se „vypůjčit si“ v dalších šatnách postupně kajzrrok (dlouhý černý pánský kabát, uzavřený a se šosy), manžety, psí dečky, brýle a tvrdý límec. Tak vznikla figura „Smutného muže“.
Tato originální figura se téměř nepohybovala, neměnila smutnou intonaci hlasu, ani jednou jedenkrát se neusmála (téměř nulová mimika obličeje), mluvila spisovně a pomalu monotónním poněkud huhňavým hlasem. Tímto způsobem Jaroslav Válek přednášel své vypointované krátké autorské monology, které se hemžily mnoha podivnými jmény jeho imaginární a přepočetné rodiny, které už samy o sobě vyvolávaly u posluchačů salvy smíchu: Spytihněv, Anežk, Neklan, Simeon, Thymián, Hostivít a další.

## Kniha
- Válek, Jaroslav. Smutný muž. Vydavatel: Švýcarsko, (Curych) Zürich: Exilové nakladatelství Konfrontace (Konfrontation), 1974. 92 stran (resp. 106 stran). Knižnice Konfrontace. ISBN 3-85770-007-6. Poznámka: Kniha vzpomínek "Smutného muže" na svojí estrádní kariéru v rozhlase a televizi, na rodinu a přátele a důvody, pro které byl nucen emigrovat do Švýcarska (v češtině).[4]